# Milagros Mina
Milagros Abigaíl Mina (Córdoba, provincia de Córdoba, Argentina, 19 de febrero de 2003) es una futbolista argentina que juega en Sarmiento de Junín.
Jugó en los clubes cordobeses Instituto, donde surgió, y Talleres, con el que fue campeón y logró dos ascensos. Es considerada una referente histórica del club de barrio Jardín, en el que permaneció por cinco años.

## Trayectoria
Milagros comenzó su carrera en Instituto y a los 14 años ya había sido convocada a la Selección Argentina Sub-20 para jugar el Campeonato Sudamericano de 2018. Fue convocada nuevamente al año siguiente y terminando el 2019 pasó a jugar en Talleres.
El club estuvo dos años sin poder disputar torneos, primero debido a la pandemia de COVID-19 y luego por la arbitraria expulsión que sufrió por parte de la Liga Cordobesa.
A finales de febrero de 2021 tuvo un accidente en moto y fue internada. Si bien inicialmente le diagnosticaron seis meses de recuperación, en dos meses logró reponerse y volver a entrenar con Las Matadoras. A pesar de no haber disputado partidos en todo el año, fue convocada una vez más a la Sub-20.
En 2022, Talleres comenzó a disputar los torneos nacionales. Mina fue una de las figuras de ese primer plantel que ascendió de Primera C a Primera B. En dos años, Talleres logró el otro ascenso y el título del campeonato para jugar en Primera División.
En 2025, tras terminar su vínculo con Las Matadoras, cruzó la vereda para jugar en Belgrano, aunque no llegó a jugar partidos. Para el segundo semestre, se sumó a defender los colores de Sarmiento de Junín.

## Clubes
| Club      | País      | Año           |
| --------- | --------- | ------------- |
| Instituto | Argentina | 2017-2019     |
| Talleres  | Argentina | 2019-2024     |
| Belgrano  | Argentina | 2025          |
| Sarmiento | Argentina | 2025-presente |